# Lanre Kehinde
Olanrewaju Muhammed Kehinde, dit Lanre Kehinde, né le 7 mai 1994 à Lagos, est un footballeur nigérian évoluant au poste d'attaquant.

## Biographie
Kehinde voit le jour en mai 1994 à Lagos, capitale économique du Nigeria. Il est le quatrième d'une fratrie de cinq enfants et baigne tôt dans le football puisque son père a joué au football dans un club local. Kehinde reçoit sa formation au Dominion Hotspur et y fait ses débuts professionnels.
Kehinde s'envole pour l'Europe en 2012 et signe au Maccabi Tel-Aviv, club israëlien réputé. Cependant, le jeune attaquant ne joue aucune rencontre avec ce club. Lors de son passage au Maccabi Tel-Aviv, il sera cantonné à l'équipe réserve. Il est donc prêté à deux reprises en seconde division israëlienne entre 2013 et 2015. Kehinde s'affirme comme un buteur efficace lors de la saison 2014-2015, clôturant l'exercice avec vingt buts.
Kehinde quitte le Maccabi Tel-Aviv en 2015 pour le Hapoël Kfar Saba. Il marque son premier but en Ligat HaAl le 24 octobre 2015 contre l'Hapoël Haïfa (2-2). Le Nigérian ne s'éternise pas au club, ayant des statistiques décevantes en comptant un seul but à la trêve hivernale, et se rend à l'Hapoël Acre début 2016. Kehinde finit la saison de belle manière en inscrivant deux doublés en dix matchs.
À l'été 2016, Kehinde signe au Fujaïrah SC, club basé aux Émirats arabes unis. Après une première partie de saison 2016-2017 vierge de matchs, il est prêté à l'Elazığspor. En 1. Lig, deuxième division turque, Kehinde reprend confiance en lui et inscrit huit buts en seize rencontres.
Ses performances attirent l'œil du MKE Ankaragücü qui l'engage à l'été 2017. L'attaquant n'arrive cependant pas à réellement s'imposer en tant que titulaire même s'il marque sept buts en championnat. Le club remonte dans l'élite turque après avoir terminé second de 1. Lig.
Au mois de janvier 2019, en manque de temps de jeu, Kehinde signe au Denizlispor. Connaissant bien la 1. Lig, il apporte son expérience au club et réalise des performances remarquées, inscrivant dix buts en quinze rencontres. Avec le sacre du Denizlispor en championnat, Kehinde remporte ainsi son premier trophée en carrière.
Kehinde signe au club sud-coréen d'Incheon United en juillet 2019. Il résilie son contrat d'un commun accord avec le club en juillet 2020 après une année décevante, cumulant deux buts en dix-sept matchs. Blessé en cours de saison, son opération est tout de même prise en charge par l'Incheon.

## Statistiques
| Saison                | Club                  | Championnat           | Championnat | Championnat | Championnat | Coupe(s) nationale(s) | Coupe(s) nationale(s) | Coupe(s) nationale(s) | Total | Total | Total |
| Saison                | Club                  | Division              | M.          | B.          | P.d.        | M.                    | B.                    | P.d.                  | M.    | B.    | P.d.  |
| 2012-2013             | Maccabi Tel-Aviv      | D1                    | 0           | 0           | -           | -                     | -                     | -                     | 0     | 0     | 0     |
| 2013-2014             | Hakoah Amidar (prêt)  | D2                    | 28          | 8           | -           | -                     | -                     | -                     | 28    | 8     | 0     |
| 2014-2015             | Hapoël Afula (prêt)   | D2                    | 32          | 20          | -           | 5                     | 4                     | -                     | 37    | 24    | 0     |
| Sous-total            | Sous-total            | Sous-total            | 60          | 28          | -           | 5                     | 4                     | -                     | 65    | 32    | 0     |
| 2015-2016             | Hapoël Kfar Saba      | D1                    | 16          | 1           | 0           | 2                     | 0                     | 0                     | 18    | 1     | 0     |
| 2015-2016             | Hapoël Acre           | D1                    | 10          | 4           | 0           | -                     | -                     | -                     | 10    | 4     | 0     |
| Sous-total            | Sous-total            | Sous-total            | 26          | 5           | 0           | 2                     | 0                     | 0                     | 28    | 5     | 0     |
| 2017                  | Elazığspor (prêt)     | 1. Lig                | 16          | 8           | 1           | -                     | -                     | -                     | 16    | 8     | 1     |
| Sous-total            | Sous-total            | Sous-total            | 16          | 8           | 1           | -                     | -                     | -                     | 16    | 8     | 1     |
| 2017-2018             | MKE Ankaragücü        | 1. Lig                | 24          | 7           | 3           | -                     | -                     | -                     | 24    | 7     | 3     |
| 2018-2019             | MKE Ankaragücü        | Süper Lig             | 8           | 0           | 0           | 4                     | 2                     | 0                     | 12    | 2     | 0     |
| Sous-total            | Sous-total            | Sous-total            | 32          | 7           | 3           | 4                     | 2                     | 0                     | 36    | 9     | 3     |
| 2018-2019             | Denizlispor           | 1. Lig                | 15          | 10          | 1           | -                     | -                     | -                     | 15    | 10    | 1     |
| Sous-total            | Sous-total            | Sous-total            | 15          | 10          | 1           | -                     | -                     | -                     | 15    | 10    | 1     |
| 2019                  | Incheon United        | K League 1            | 14          | 1           | 0           | -                     | -                     | -                     | 14    | 1     | 0     |
| 2020                  | Incheon United        | K League 1            | 3           | 0           | 0           | -                     | -                     | -                     | 3     | 0     | 0     |
| Sous-total            | Sous-total            | Sous-total            | 17          | 1           | 0           | -                     | -                     | -                     | 17    | 1     | 0     |
| Total sur la carrière | Total sur la carrière | Total sur la carrière | 166         | 59          | 5           | 11                    | 6                     | 0                     | 177   | 65    | 5     |

## Palmarès
MKE Ankaragücü
- 1. Lig
  - Vice-champion : 2018

 Denizlispor
- 1. Lig
  - Champion : 2019